# Хамилтън Ричардсън
Хамилтън Фарар Ричардсън (на английски: Hamilton Farrar Richardson) е американски тенисист. 

## Биография
Хамилтън Фарар Ричардсън е роден на 24 август 1933 г. в Батън Руж, Луизиана.
Има три деца от първия си брак, завършил с развод. По-късно той се жени за писателката и редактор Мидж Търк Ричардсън през 1974 г.
Хамилтън Ричардсън почива от усложнения от диабет през 2006 г.

## Кариера
Хамилтън Ричардсън е обявен за стипендиант на Роудс и получава магистърска степен в Оксфордския университет, достига номер 1 в класацията на САЩ, както през 1956 г., така и през 1958 г. Класиран е в Топ 10 на САЩ през още девет години. Ланс Тингей от „Дейли Телеграф“ класира Ричардсън на 3-то място в света през 1956 г., на 6-то през 1958 г., на 7-мо през 1955 г., на 10-то през 1954 г.
Хамилтън Ричардсън достига четири полуфинала на сингъл от Големия шлем. На шампионата на Франция през 1955 г. губи на полуфинала от Тони Трабърт. През 1956 г. достига до полуфинал на Уимбълдън, побеждава Нийл Фрейзър, след което губи от Лю Хоуд. На първенството на САЩ достига до полуфинал през 1952 г., губи от Гарднър Мълой, а през 1954 г. побеждавайки Хоуд, преди да загуби от Вик Сейшас. През 1958 г. печели национална титла на САЩ на двойки с Алекс Олмедо и достига финал на смесени двойки на Австралийското национално първенство с Морийн Конъли.
Хамилтън Ричардсън играе в седем отбора на САЩ за Купа Дейвис, печели купата през 1954 и 1958 г. Той достига рекорд 20-2 победи/загуби за Купа Дейвис.

## Кариерна статистика

#### Титли на двойки отГолям шлем(1)
| година | турнир | партньор     | съперник                 | резултат                   |
| ------ | ------ | ------------ | ------------------------ | -------------------------- |
| 1958   | ОП САЩ | Алекс Олмедо | Сам Джамалва Бари Маккей | 3 – 6, 6 – 3, 6 – 4, 6 – 4 |

#### Финали на двойки отГолям шлем(1)
| година | турнир | партньор   | съперник           | резултат                   |
| ------ | ------ | ---------- | ------------------ | -------------------------- |
| 1956   | ОП САЩ | Вик Сейшас | Лю Хоуд Кен Розуол | 6 – 2, 6 – 2, 3 – 6, 6 – 4 |

#### Финали на смесени двойки отГолям шлем(1)
| година | турнир       | партньор      | съперник                    | резултат     |
| ------ | ------------ | ------------- | --------------------------- | ------------ |
| 1953   | ОП Австралия | Морийн Конъли | Джулия Сампсън Рекс Хартуиг | 6 – 4, 6 – 3 |